# Gumilla longicornis
Gumilla longicornis är en insektsart som först beskrevs av Walker 1853.  Gumilla longicornis ingår i släktet Gumilla och familjen vattenrovsländor. Inga underarter finns listade i Catalogue of Life.